# Hyena (serie televisiva 2020)
Hyena (하이에나?, Ha-i-enaLR) è una serie televisiva sudcoreana trasmessa su SBS TV dal 21 febbraio all'11 aprile 2020.

## Trama
Jung Geum-ja lavora allo studio legale Song & Kim, che assiste soltanto i clienti più facoltosi. Spavalda e approfittatrice, Geum-ja oltrepassa i confini della legge e dell'illegalità, della giustizia e dell'ingiustizia, dell'etica e della corruzione pur di inseguire il denaro e il successo. Il suo rivale Yoon Hee-jae, al contrario, è una mente brillante ed egocentrica che ha fiducia nelle proprie capacità, ma gli manca la grinta di Geum-ja e viene pertanto superato in astuzia in molte occasioni.

## Personaggi e interpreti
- Jung Geum-ja, interpretata da Kim Hye-soo
- Yoon Hee-jae, interpretato da Ju Ji-hoon

## Riconoscimenti
- Baeksang Arts Award[2]
  - 2020 – Candidatura Miglior drama
  - 2020 – Candidatura Miglior attore a Ju Ji-hoon
  - 2020 – Candidatura Miglior attrice a Kim Hye-soo
  - 2020 – Candidatura Miglior attore di supporto a Jeon Seok-ho
  - 2020 – Candidatura Miglior sceneggiatura a Kim Roo-ri
- SBS Drama Award[3]
  - 2020 – Premio all'alta eccellenza, attore in una miniserie/drama d'azione a Ju Ji-hoon
  - 2020 – Candidatura Gran premio a Kim Hye-soo
  - 2020 – Candidatura Gran premio a Ju Ji-hoon
  - 2020 – Candidatura Miglior attrice di supporto a Oh Kyung-hwa
  - 2020 – Candidatura Miglior squadra di supporto
  - 2020 – Candidatura Miglior coppia a Kim Hye-soo e Ju Ji-hoon